# Cognin
Cognin è un comune francese di 6 520 abitanti situato nel dipartimento della Savoia della regione dell'Alvernia-Rodano-Alpi.
È inserito nell'area metropolitana di Chambery, del quale è la naturale prosecuzione. 

## Altri progetti

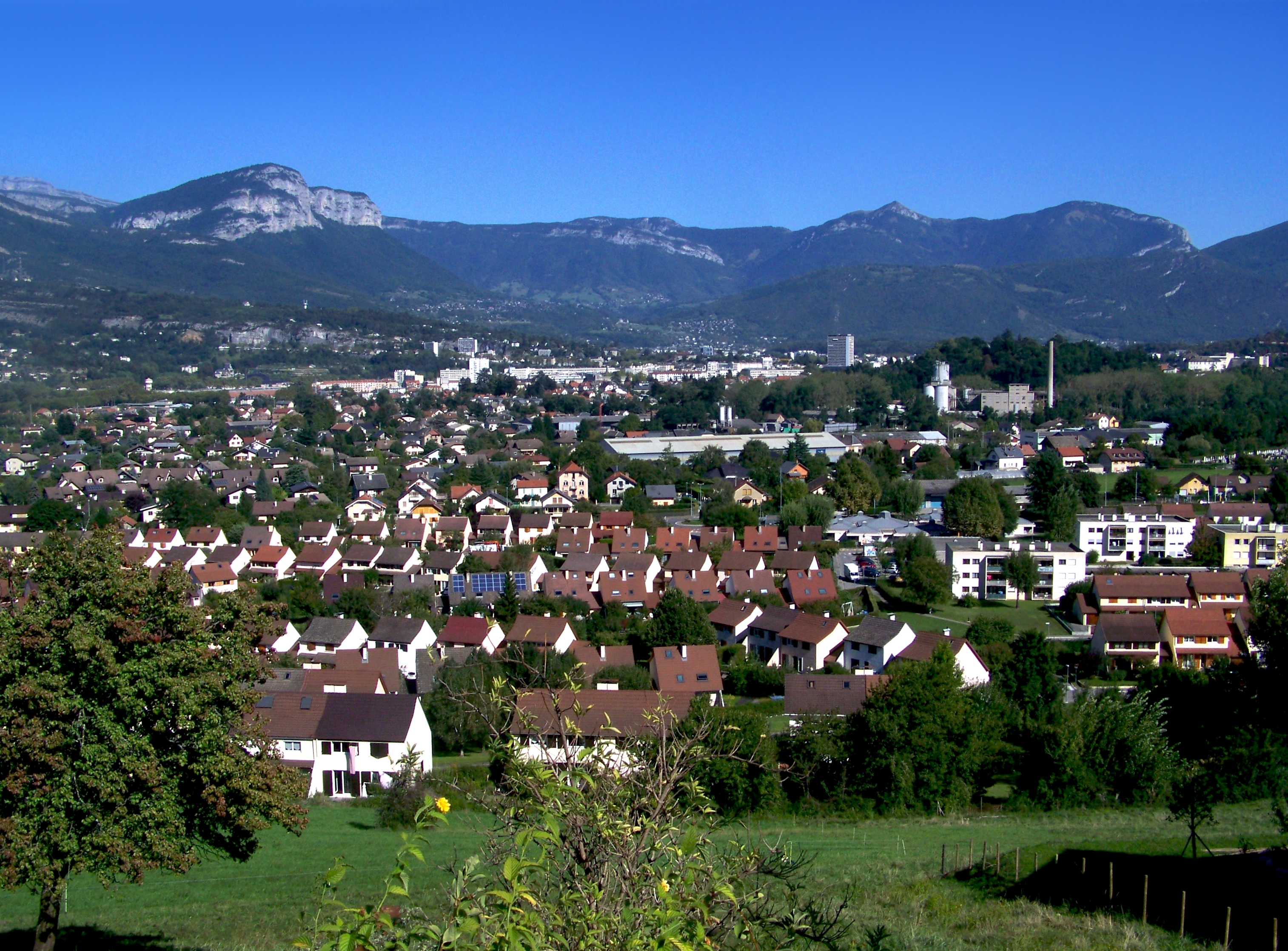
Cognin e Chambéry.

## Società

### Evoluzione demografica
Abitanti censiti